# Centradenia inaequilateralis
Centradenia inaequilateralis là một loài thực vật có hoa trong họ Mua. Loài này được (Schltdl. & Cham.) G. Don mô tả khoa học đầu tiên năm 1832.